# Колледж SOLEX
Колледж Солекс (англ. SOLEX College) - это образовательное учреждение, предлагающее академические программы для изучения английского языка, а также основ бухгалтерии и медицинских дисциплин. Колледж SOLEX имеет три корпуса в Чикаго.
SOLEX College аккредитован Советом по Аккредитации Независимых Колледжей и Школ ACICS. Эта аккредитация наделяет колледж официальным правом присваивать выпускникам степени по профессиональным направлениям и выдавать образовательные сертификаты.

## История
SOLEX колледж это учебное заведение, предлагающее академические программы на базе среднего образования, аккредитованное Советом по Аккредитации Независимых Колледжей и Школ (ACICS). Эта аккредитация наделяет колледж официальным правом присваивать выпускникам степени по профессиональным направлениям и выдавать образовательные сертификаты. Основное назначение образовательных программ заключается в обеспечении студентов новыми знаниями и навыками или в повышении имеющегося уровня знаний по тому или иному профессиональному направлению. В 1995 году была основана Компьютерная Академия SOLEX как частное профессионально-техническое учебное заведение с бизнес-направлением. Академия получила официальное разрешение на осуществление образовательной деятельности, выданное Департаментом образования штата Иллинойс (ISBE) и подтвержденное объединениями подотчетных органов (ведомств), частных бизнес структур и профессионально технических учебных заведений. В 2001 году Компьютерная академия SOLEX была переименована в Академию SOLEX, предлагающую более широкий спектр образовательных программ, отвечающих учебным потребностям студентов.
В 2001 году Академии SOLEX было предоставлено право в соответствии с законом США принимать иностранных граждан с оформлением студенческого статуса. В настоящее время студенты из более чем 40 стран проходят обучение в SOLEX колледже. SOLEX имеет официальный тест центр ETS® по приему экзаменов TOEFL и TOEIC.
В течение нескольких последующих лет Академия SOLEX динамично увеличивала количество образовательных программ и в 2004 году стала партнером Национальной Ассоциации медицинских работников (NHA), и является официальным тест центром этой Ассоциации.
В декабре 2007 года Советом по вопросам высшего образования штата Иллинойс (IBHE) Академии SOLEX было предоставлено право обучения и присвоения степени A.А.S (Associate in Applied Science) в области экономики и бухгалтерии . После этого Академия была переименована в SOLEX колледж.
В 2009 году SOLEX колледж был официально аккредитован Советом по Аккредитации Независимых Колледжей и Школ (ACICS).

## Сертификаты и аккредитация
SOLEX колледж аккредитован Советом по Аккредитации Независимых Колледжей и Школ (ACICS). Эта аккредитация наделяет колледж официальным правом присваивать выпускникам степени по профессиональным направлениям и выдавать образовательные сертификаты. ACICS является аккредитационным учреждением официально признанным Министерством Образования США и Советом по вопросам аккредитации высших учебных заведений.
Все образовательные программы и отдельные курсы SOLEX колледжа утверждены Советом по образованию штата Иллинойс (ISBE). В соответствии с законом США, SOLEX колледж имеет право принимать на учебу иностранных граждан с оформлением студенческого статуса. 

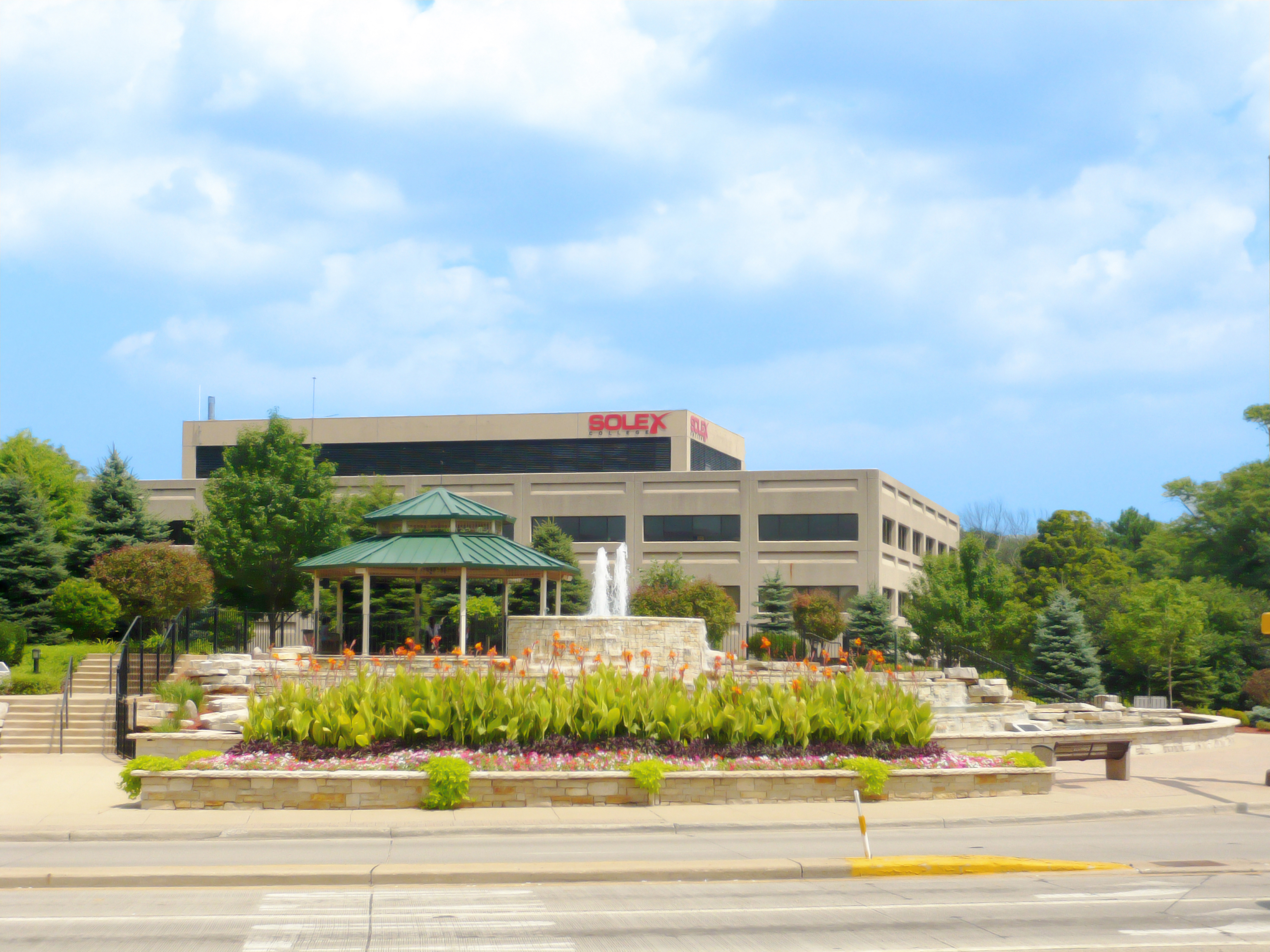
Главный кампус колледжа в городе Уилинг (Иллинойс)

Образовательная программа колледжа SOLEX Associate of Applied Science (A.A.S.) in Accounting утверждена организацией Illinois Board of Higher Education (IBHE).

## Программы
Колледж SOLEX предлагает следующие программы:
- Степень AAS (Associate in Applied Science) в области бухгалтерского учета
- Автоматизированные системы бухгалтерского учёта и расчётов
- Интенсивная программа изучения английского языка (IEP)
- Программа совершенствования английского языка (ASP)
- Ассистент - Помощник терапевта (PTA)
- Ассистент - Помощник врача (MA) [2]
- Oсновной помощник медсестры (BNA)[3]
- Сертификация TESOL

Отдельные образовательные программы и курсы одобрены следующими организациями:
- Ассоциацией центров занятости и обучения штата Иллинойс (IETC)
- Департаментом общественного здравоохранения штата Иллинойс (IDPH)
- Национальной ассоциацией медицинских работников(NHA)
- Ассоциацией карьерного и технического образования (ACTE)
- Ассоциацией учителей английского языка штата Иллинойс (ITBE)
- Ассоциацией международных образовательных организаций (NAFSA)
- Официальный тест центр по сдаче экзаменов TOEFL iBT
- Английский как второй язык (TESOL)
- Советом по Аккредитации Независимых Колледжей и Школ (ACICS)
- Образовательным консортсиумом Study Illinois